# 20 Years of Jethro Tull
20 Years of Jethro Tull är en samlings-box, utgivet 1988 av skivbolaget Chrysalis Records, som innehåller material de första tjugo åren av det brittiska rockbandet Jethro Tull. Boxen utgavs som 5 LP-skivor: Radio Archives, Rare Tracks, Flawed Gems, Other Sides of Tull och The Essential Tull. Den släpptes samtidigt som 3 CD'er och 3 kassetter, med titeln 20 Years of Jethro Tull: The Definitive Collection.

## Låtlista (CD-versionen)
CD 1
1. "A Song for Jeffrey" (live på BBC 22 september 1968) – 2:51
2. "Love Story" (live på BBC 5 november 1968) – 2:49
3. "Fat Man" (live på BBC 22 juni 1969) – 2:58
4. "Bourrée" (Johann Sebastian Bach, arr.: Ian Anderson, live på BBC 22 juni 1969) – 4:04
5. "Stormy Monday Blues" (Earl Hines/Billy Eckstine/Bob Crowder, live på BBC 5 november 1968) – 4:07
6. "A New Day Yesterday" (live på BBC 22 juni 1969) – 4:19
7. "Cold Wind to Valhalla" (live på BBC april 1975) – 1:31
8. "Minstrel in the Gallery" (live på BBC april 1975) – 2:11
9. "Velvet Green" (live 10 february 1977) – 5:54
10. "Grace" – 0:42
11. "Jack Frost and the Hooded Crow" – 3:21
12. "I'm Your Gun" – 3:18
13. "Down at the End of Your Road" – 3:32
14. "Coronach" (David Palmer) – 3:51
15. "Summerday Sands" – 3:44
16. "Too Many Too" – 3:27
17. "March the Mad Scientist" – 1:48
18. "Pan Dance" – 3:26
19. "Strip Cartoon" – 3:17
20. "King Henry's Madrigal" (Trad., arr.: David Palmer) – 3:00
21. "A Stitch in Time" – 3:38
22. "17" – 3:07
23. "One for John Gee" (Michael Abrahams) – 2:05
24. "Aeroplane" (Ian Anderson/Glenn Barnard) – 2:17
25. "Sunshine Day" (Michael Abrahams) – 2:25

CD 2
1. "Lick Your Fingers Clean" – 2:46
2. "The Chateau D'Isaster Tapes: Scenario/Audition/No Rehearsal" – 11:12
3. "Beltane" – 5:20
4. "Crossword" – 3:36
5. "Saturation" – 4:20
6. "Jack-A-Lynn" – 4:40
7. "Motoreyes" – 3:38
8. "Blues Instrumental (Untitled)" – 5:17
9. "Rhythm in Gold" – 3:07
10. "Part of the Machine" – 6:55
11. "Mayhem, Maybe" – 3:05
12. "Overhang" – 4:27
13. "Kelpie" – 3:31
14. "Living in These Hard Times" – 3:10
15. "Under Wraps 2" – 2:15
16. "Only Solitaire" – 1:30
17. "Salamander" – 2:51
18. "Moths" – 3:26
19. "Nursie" – 1:34

CD 3
1. "Witch's Promise" – 3:49
2. "Bungle in the Jungle" – 3:36
3. "Farm on the Freeway" (live vid The Tower Theater, Upper Darby, PA 25 november 1987) – 6:48
4. "Thick as a Brick" (live vid Hammersmith Odeon, London 29 oktober 1987) – 6:39
5. "Sweet Dream" (live vid Congress Centrum Halle, Hamburg, Västtyskland 8 april 1982) – 4:35
6. "The Clasp" (live vid Congress Centrum Halle, Hamburg, Västtyskland 8 april 1982) – 3:31
7. "Pibroch (Pee Break)/Black Satin Dancer" (live vid Congress Centrum Halle, Hamburg, Västtyskland 8 april 1982) – 4:02
8. "Fallen on Hard Times" (live vid Congress Centrum Halle, Hamburg, Västtyskland 8 april 1982) – 4:00
9. "Cheap Day Return" – 1:22
10. "Wond'ring Aloud" (live för Capitol Radio London vid Hammersmith Odeon London, 29 oktober 1987) – 1:54
11. "Dun Ringill" (live för Capitol Radio London vid Hammersmith Odeon London, 29 oktober 1987) – 3:05
12. "Life's a Long Song" – 3:18
13. "One White Duck / 010 = Nothing at All" – 4:36
14. "Songs from the Wood" (live för Capitol Radio London vid Hammersmith Odeon London, 29 oktober 1987) – 4:30
15. "Living in the Past" (live vid The Tower Theater Upper Darby PA, 25 november 1987) – 4:07
16. "Teacher" (original singel-mix) – 4:48
17. "Aqualung" (Ian Anderson/Jennie Anderson) (live avid Congress Centrum Halle, Hamburg, Västtyskland 8 april 1982) – 7:44
18. "Locomotive Breath" (live vid Congress Centrum Halle, Hamburg, Västtyskland 8 april 1982) – 6:00

- Alla låtar skrivna av Ian Anderson där inget annat anges.